# Osteodontornis
Osteodontornis is de naam die werd gegeven aan een monotypisch geslacht van uitgestorven vogels, dat tijdens het Laat-Mioceen leefde aan de kusten van de Stille Oceaan. De status als zelfstandig geslacht is omstreden. Mayr & Rubilar-Rogers stelden in 2010 dat de naam een synoniem is voor Pelagornis, en brachten de enige soort, Osteodontornis orri als Pelagornis orri in dat geslacht onder. Osteodontornis orri was een van de grotere vertegenwoordigers van zijn familie en met een hoogte van honderdtwintig centimeter en een spanwijdte van vijf tot zes meter was de soort een van de grootst bekende vogels. Ze stierven uit aan het begin van het Pleistoceen, mogelijk door het ruwer worden van het weer, aangezien deze vogels een constante, zachte wind nodig hadden.

## Beschrijving
Osteodontornis orri had een robuust lichaam met poten en voeten als van een grote stormvogels. De soms tot drie meter lange vleugels, die niet bedoeld waren om snel mee te slaan, maar om mee te zweven, werden tijdens de vlucht stijf gehouden.
De lange, nogal zware snavel, rustte tijdens de vlucht tussen de schouders, zoals de nog levende blauwe reiger het doet. De snavel had een duidelijke haak op het einde en afwisselend grote en kleine tandachtige uitsteeksels op de randen van het kaakbeen. Deze komen niet overeen met de tanden van basale vogels, maar hebben zich apart ontwikkeld. De pseudotanden van de onderkaak pasten in diepe groeven in het verhemelte.